# Матернализам
Матернализам је појам који се одређује као специфична женска политичка активност и вид политичке субјективизације мајки. У фокусу матерналистичких политика налазе се захтеви у вези с добробити, здрављем и сигурношћу детета и мајке, подржавањем мајчинске неге у кући, охрабривањем мајки да нађу плаћени посао, инсистирањем на флексибилности радних услова за мајке, условима за остварење права за породиљско одуство, помоћи у случајевима сиромаштва. Овај приступ негује жену као најбољу и најадекватнију опскрбитељку бригом и негом деце и породице, и есенцијализује одређене особине које приписује жени - мајци промовишући их као извор поноса и моралности. Језик матернализма јесте језик морала и саосећања формулисан идеализацијом мајчинске љубави као трансформативног потенцијала друштва. Такође, матернализам се може описати и као идеологија, која иако жели да помогне мајкама и избори се за одређену друштвену промену, ради то славећи емоционалну и друштвену вредност повезаности жене са породицом и децом, сентиментализује однос мајке и детета не преиспитујући патријархалне односе, чиме задржава рад бриге у домену приватног, и искључује мушкарце и ширу друштвену одговорнoст.

## Историја

### Корени матернализма
Матернализам је настао као друштвени и политички начин размишљања у 18. веку. У следећем веку је дошло до формирања Конгреса мајки а затим и до Прогресивих реформатора у 20. веку. Матернализам је ушао у 20. век утичући на реформе у оквиру владе Сједињених Америчких Држава, као и на радна места на којима су биле запослене жене.

### Прогресивна ера
Прихватилишта, позната још и као сигурни домови, су крајем 19. и почетком 20. века, постала популарна у америчким градовима и урбаним центрима. Оснивачи прихватилишта биле су беле жене, припаднице средње класе, познате  још и као матроне. Ове установе су обезбеђивале јавно становање, ресурсе и јавне службе за радничку класу и тек пристигле имигранте. Средња класа белих жена, које су водиле прихватилишта, су нудиле услуге попут образовних курсева, неге деце, здравствене неге као и запослење другим женама и мајкама. Главна прихватилишта су Хал Хаус (енгл. Hull House) у Чикагу и Тојнби Хол (енгл. Toynbee Hall) у Њујорку.
Године 1874, протестанткиње које су биле саме, познате као матроне су основале Дом презвитеријанске мисије (енгл. Presbyterian Mission Home) у Сан Франциску која је постојала до почетка 20. века. Према историчарки Пеги Паско, Дом презвитеријанске мисије је пре свега спашавао кинеске имигранткиње од проституције а затим би им  пружио знања о роду и породичним нормама. Матроне, које су заговарале идеју брака, су веровале да ће прихватилиште пружити моралне вредности чистоће и побожности и тако допринети бољем животу жена које су примили. Протестанткиње су веровале да су моралне вредности срж истинске женствености. Матроне су биле посвећене мисионарском раду, те су помагање женама сматрале својом професијом. Са друге стране, прихватилиште је омогућило Кинескињама да оснују бракове; да траже помоћ у вези са својим браковима; да напусте уговорене бракове и пронађу нове партнере. Неке Кинескиње су у оквиру прихватилишта пронашле спас од насиља које су доживаљавале од стране својих мужева. Друге су одлазиле код матрона када би им мужеви преминули, па су због тога биле под контролом његових родитеља, или када су желеле да изграде боље односе са својим рођацима. Свеукупно, прихватилиште је помагало Кинескињама да нађу место у америчкој култури, те је тако допринело развоју кинеско – америчке средње класе у Сан Франциску и другим градовима Сједињених Америчких Држава.

### Женска занимања
На прелазу у 20. век, друштвено прихватљива занимања за беле жене средње класе су укључивала подучавање и негу. Црне жене су доживљавале дискриминацију при запошљавању и углавном су радиле у одређеним услужним делатностима, укључујући кућне и пољопривредне послове. Године 1910, жене су чиниле само 5-6 % лекара, 1%  адвоката и 1 %  свештенства. Постигле су огроман успех у креирању нових занимања која су усмерена на жене, много више него што су постигле у оквиру подручја  којима доминирају мушкарци. Тако су стварале радна места на основу својих мајчинских квалитета, у складу с реториком и логиком матернализма. На пример, док се 1890-их година кућна економија проучавала на Масачусетском институту за технологију и на Универзитету у Чикагу, жене су се бавиле науком и експериментима којима би, затим, утицале на политику. Лабораторије које су водиле жене су се бавиле проучавањем начина за стварање чистије воде и побољшање америчке канализације. Државне установе за здравствену негу су постале алтернатива традиционалној нези болесника, а програми у оквиру ових установа су омогућили женама да раде у сопственим приватним ординацијама како не би морале да раде за мушкарце. Међутим, већина жена је радила у заједницама које нису могле да их плате, што им је ограничавало ресурсе и приходе. Социјални рад се првенствено одвијао у оквиру прихватилишта, помажући имигранткињама и деци. У складу са тим, социјални радници су били круцијални у залагању за прогресивну реформу.

### Након Другог светског рата
Током Другог светског рата, 1945. године, постојала је снажна социјална и политичка потреба за реформом и ширењем  вртића у оквиру Сједнињених Америчких Држава. На овим променама су највише инсистирале запослене жене. Наиме, у периоду после рата, жене су, са једне стране, биле оптерећене радом у кући, а са друге стране су им се повећавале обавезе на радном месту. Поред тога, после рата долази до појаве спољашњих утицаја као што је комунизам али и унутрашњих утицаја као што су еманципација жена, поремећај породице и других друштвених фактора. У складу са тим, влада Сједињених Америчких Држава формира велики број јавних политика које би на тај начин заштитиле америчку породицу и дом. Дакле, средином 20. века су друштвене норме подразумевале то да жене остају кући како би бринуле о својој деци и кућним пословима. Ово се такође назива и „идеја домаћице“. Упркос томе што су жене у америчком послератном друштву, преузеле улогу домаћице, оне су се запошљавале ван куће чим би им деца била довољно зрела за полазак у школу. До 1950-их је једна трећина Американки радила ван куће док је чак једна половина радила пуно радно време.  Међутим, запослене жене нису имале никакве погодности, напротив, често су имале веома ниске зараде. Промене на нивоу родних улога које се односе на жене, у кући и ван ње, су утицале на промену јавне политике. С променом политичких дискурса и начином рада, неколико политичких организација се почело користити реториком матернализма, као што су Завод за жене (енгл. Women s Bureau), Завод за децу (енгл. Children s Bureau) и  АДЦ програм (енгл. Aid to Families with dependent children– Помоћ породицама са издржаваном децом) .
Између 1945. и касних 1960-их су настале различите врсте матернализма које су снажно подстицале жене да постану део плаћене радне снаге. Са друге стране, америчко друштво није подстицало мајке да раде ван куће, напротив, уместо тога су биле подстицане да остану код куће и брину о својој деци.

### Државни матернализам
„Државни матернализам“ је термин који је коришћен од стране историчарке Ивон Зилан за истраживање послератних матерналиста и њихове тврдње да је одговорност државе да заштити и помогне мајкама које раде као и њиховој деци.
Завод за децу, федерална агенција Сједињених Америчких Држава при Министарству здравља, била је организација која се служила реториком матернализма. Ова организација датира из 1912. године, када ју је основала Џулија Латроп, матерналистичка реформаторка, која  се касније  налазила на њеном челу. Организација је била фокусирана на добробит детета, укључујући питања која се тичу дечијег рада, здравља деце и бриге о мајкама. Слично томе, Завод за жене, основан 1920. године, проучавао је позитивне импликације женског рада a истовремено се бавио дискриминаторним праксама при запошљавању. Ивон Зилан истиче да су ове организације настале у периоду „матерналистичке политичке културе“, тј. оне су настале из матерналистичких идеала који су истицали улогу жене као мајке. Стога је по сваку цену морала да се заштити улога мајке као неговатељице детета.
Између 1946. и 1962. године, Завод за децу и Завод за жене су илустровали различите форме матернализма поводом дебате о додавању програма дневног боравка у постојећи систем Сједињених Америчких Држава. Завод за децу и матерналистички активисти су програм дневног боравка посматрали као један од начина пружања помоћи сиромашној деци, док је Завод за жене овај програм посматрао као начин за решавање проблема запослених жена. Неки су замислили вртиће као програм који би мајчину негу заменио обученим стручњацима за рани развој детета. Док су други видели програм дневног боравка као један од начина да се помогне деци чије су мајке одсутне, како би се спречило потенцијално девијантно понашање или настављање круга сиромаштва. Међутим, ниједна од ових идеја није постала стварна политика. Дебата о систему вртића је настала када је програм АДЦ (енгл. Aid to Families with dependent children) био нападнут те је морао бити измењен. Стога, како би помогли уређивању система социјалне заштите а истовремено успоставили системе вртића, матерналистички активисти, социјални радници и многи други из Завода за децу су се залагали за решавање постојећих проблема социјалне заштите, па су мајке из програма АДЦ морале почети да раде. Тада би средства могла ићи на изградњу вртићког система. Овај аргумент је створио нови тип матернализма који се појавио у 1960-им. Историчарка Зилан овај тип дефинише као „државни матернализам“. Државни матернализам је подразумевао идеју запошљавања мајке указујући на то да би женска радна снага била неопходна за одрђену демографију жена и њихових породица. Ова демографија је уључивала породице са ниским примањима као и самохране мајке. Тврдила је да оне морају да раде ван куће како би испуниле мајчинске дужности и тако биле добре мајке.  Бити добра мајка подразумевало је да самохрана мајка и мајка са ниским приходима обезбеђују финансијска средства за своју породицу. Социјални радници, који су прихватили државни матернализам, заговарали су идеју да ће жене и њихова деца бити боље заштићени државном политиком која подстиче рад ван куће него програмом који охрабрује и подржава жене да остану у кући. Многи социјални радници и стручњаци за заштиту деце су сматрали да имати родитеља који ради у кући, попут мајке, може имати психолошку добробит за децу. Ова нова врста језика, спојила је идеје Завода за децу и Завода за жене, те је омогућила јединствени програм вртића за жене са ниским примањима. Матерналисти су замислили систем вртића који би био омогућен свим запосленим женама и тако им помогао да квалитетније обављају улогу мајке. Међутим, касније ће се сазнати да је програм вртића био доступан само оним мајкама које су примале социјалну помоћ и прихватиле запослење које је у тренутку пријаве на програм социјалне помоћи, било доступно.

### Терапијски матернализам
Како је AДЦ програм био под знаком питања 1940-их и 1950-их, након његовог конституисања 1935. године, неки реформатори су сматрали да пружање могућности запослења женама може помоћи у решавању проблема поменутог програма. Амерички социјални радници су били подељеног мишљења. Наиме, неки су се залагали за то да мајке треба да раде док су други били против њиховог запослења. Социјални радници који су били за запошљавање мајки, истицали су да запослене мајке могу пружити боље психолошке и развојне вештине деци у односу на оне које остају код куће. Други матерналисти су кориснике AДЦ помоћи приказивали као психички болесне, а запослене мајке су сматрали претњом. Наиме, запослене мајке би биле корисне само уколико би наставиле постављати потребе свог детета испред својих. Социјална радница Елис Мериам је изјавила 1959. године: „Свака мајка која размишља о запослењу, требало би пажљиво да размотри питања као што су узраст детета, његову емоционалну спремност да се одвоји од ње и могуће алтернативно решење.“ Све у свему, док су социјални радници, попут оних из програма AДЦ, расправљали о томе треба ли запошљавање мајки бити одржива опција, они су интегрисали аргументе да запослене мајке могу донети психолошку и емоционалну корист америчкој породици, и што је најважније, њиховој деци.

### Искуствени и сентиментални матернализам
Током Покрета за социјална права, крајем 1960-их и почетком 1970-их, друштво у Сједињеним Америчким Државама није очекивало да ће мајке радити ван својих домова. Америчка култура је била навикла на то да је мушкарац примарни хранитељ породице. Стога, сматрало се да је „бити мајка“ посао који је важнији од било ког посла ван куће.  Неке активисткиње су користиле матернализам како би биле учеснице покрета. Матернализам који се користио током покрета је имао 2 облика. Научница Синтија Едмондс – Кејди је први назвала „искуственим матернализмом“, као подврстом која је помагала афроамеричким корисницима социјалне помоћи због ниских примања. Ова врста матернализма је приступала мајчинству као свакодневном искуству које је било вођено основним потребама деце а истовремено је укључивала и искуства сиромаштва и расизма у оквире програма социјалне заштите. Кориснице социјалне помоћи  су тежиле ка томе да мотивишу и друге мајке на борбу за потребе деце и јавну помоћ.
Искуствени матернализам у оквиру Покрета за социјална права је значио борбу за мајчинство; представљао је личне борбе као и борбу за запослење као саставни део матерналистичке реторике.
Са друге стране, Синтија Едмондс – Кејди описује „сентиментални матернализам“ као подврсту која је углавном коришћена од стране припадница средње класе белих жена, које су имале одређено учешће у оквиру Покрета за социјална права. Међутим, ове привилеговане жене у оквиру сентименталног матернализма или нису имале потребу за социјалном помоћи или је нису примале. Управо због тога, оне нису имале иста искуства као жене из искуственог матернализма. Уместо тога су се саосећале са мајкама које су биле кориснице социјалне помоћи. Ова лична искуства разликују припаднице сентименалног матернализма од припадница искуственог матернализма. Током овог покрета су многе жене усвојиле менталитет како сентиманталног тако и искуственог матернализма јер су напоре активисткиња за социјалну заштиту виделе као продужење њиховог посла као мајки.